# Prioneris
Prioneris is een geslacht in de orde van de Lepidoptera (vlinders) familie van de Pieridae (Witjes).
Prioneris werd in 1867 beschreven door Wallace.

## Soorten
Prioneris omvat de volgende soorten:
- Prioneris autothisbe - (Hübner, 1826)
- Prioneris cornelia - (van Vollenhoven, 1865)
- Prioneris hypsipyle - Weymer, 1887
- Prioneris philonome - (Boisduval, 1836)
- Prioneris sita - (Felder, C & R Felder, 1865)
- Prioneris thestylis - (Doubleday, 1842)
- Prioneris vollenhovii - Wallace, 1867